# Repubblica - Teatro dell'Opera (estación)
Repubblica - Teatro dell'Opera (en español: República - Teatro de la Ópera) es una estación de la línea A del Metro de Roma. La estación se sitúa en la Plaza de la República, al inicio de la Via Nazionale.
En su entorno se encuentran la Fuente de las Náyades, las Termas de Diocleciano, la Basílica de Santa María de los Ángeles y los Mártires, el Museo Nacional Romano, el Templo de Minerva Medica, el Teatro de la Ópera de Roma, la Colina Viminal (donde se ubica el Palazzo del Viminale, sede del Ministerio del interior italiano), la Fuente del Agua Feliz, la Iglesia de Santa Susana, la Iglesia de Santa María de la Victoria (donde se guarda la famosa escultura del Éxtasis de Santa Teresa), la Iglesia de San Bernardo alle Terme y la Puerta Pía.

## Historia
La estación Repubblica fue construida como parte del primer tramo (de Ottaviano a Anagnina) de la línea A del metro, entrando en servicio el 16 de febrero de 1980. Durante los trabajos de construcción de la estación, fueron encontrados restos arqueológicos que requirieron modificar el plan original. Las ruinas se encuentran actualmente visibles en la estación, protegidas por vitrinas.
Desde el año 2000, se agregó el sufijo Teatro dell'Opera al nombre de la estación, para facilitar el transporte de turistas que se dirigieran hacia el Teatro de la Ópera.

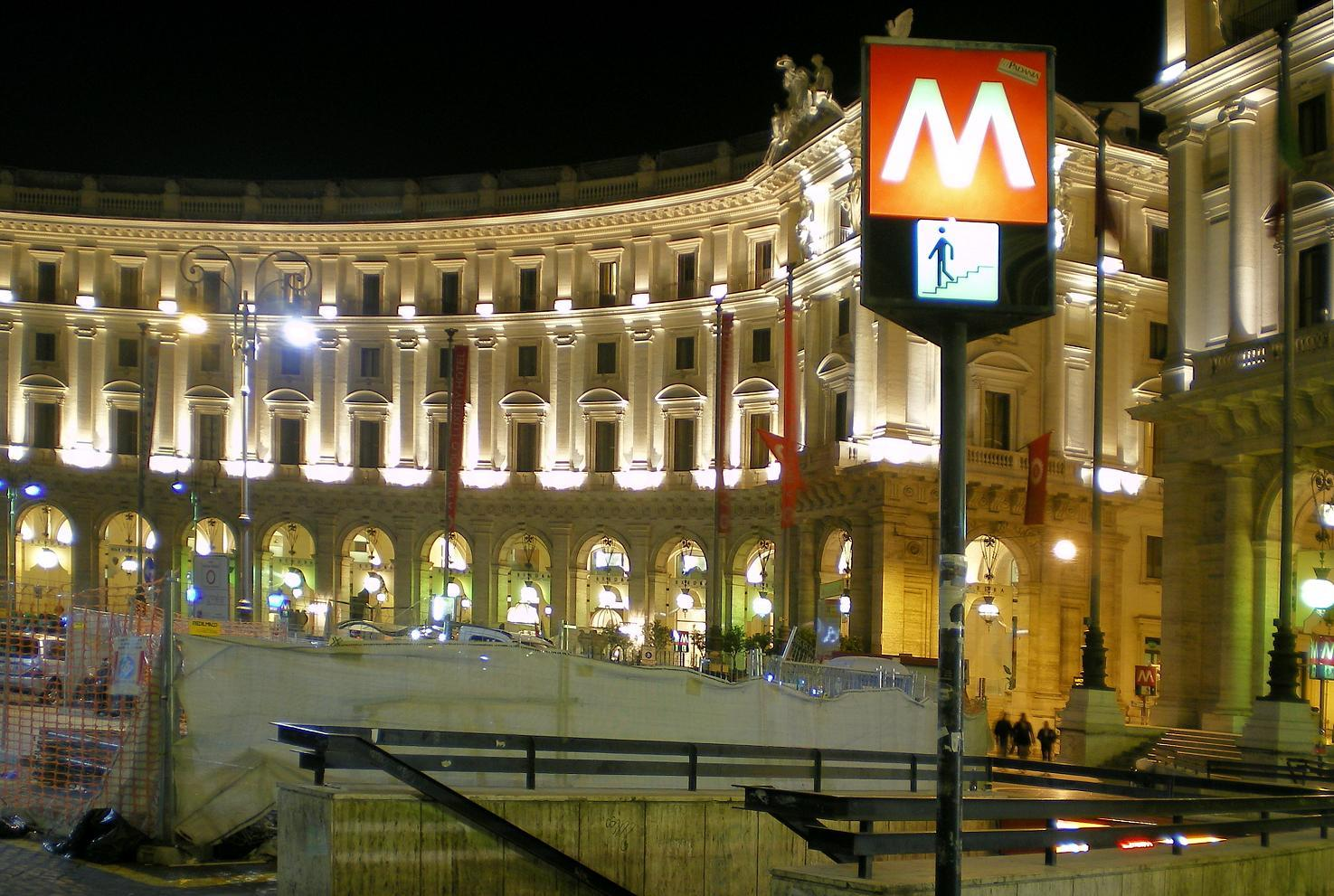
Entrada a la estación desde la Plaza de la República.